# Potrero de los Sánchez
Potrero de los Sánchez es una comunidad localizada en la zona sur del municipio de Municipio de Mocorito, Sinaloa, cuenta con 1,510 habitantes. Es una Comisaría municipal integrante de la Sindicatura de Melchor Ocampo, cuyo actual comisario es José Guadalupe Fragoso López.
La agricultura y la herrería son las principales fuentes de empleo.

## Huracán Manuel (18 - 19 de septiembre de 2013)
El Huracán Manuel dejó graves daños tanto en casas habitación como en infraestructura pública. El 18 de septiembre de 2013 fueron evacuadas alrededor de 200 personas en autobuses contratados por Gobierno del Estado de Sinaloa; otros salieron del pueblo en sus propios vehículos. Una parte significativa quedó cubierta por el agua.
Los servicios de electricidad, agua potable y celulares fueron suspendidos desde el día 17 de septiembre, cuando ni siquiera empezaba a llover o correr aires fuertes, como sí sucedió después.
Como antecedente más cercano pero muy alejado en fuerza y consecuencias tenemos al Huracán Paúl en abril de 2007.